# Gurgum
Gurgum fue un estado neohitita situado en Anatolia que existió desde el siglo X AC hasta el siglo VII AC. Aunque los archivos asirios se referían a él con el nombre de Gurgum, al parecer su nombre nativo era Kurkuma ya que su capital era llamada "la ciudad kurkuma" en jeroglíficos luvitas locales.

## Historia
El primer evento histórico del cual se tiene constancia en Gurgum fue el reinado de Larama alrededor del año 950 AC.
En el año 858 AC, durante la segunda campaña occidental del rey asirio Shalmaneser III, el entonces rey de Gurgum, Muwatalli II, se rindió ante los asirios y les pagó un tributo en oro, plata, ovejas, vino e incluso con su propia hija.
El hijo de Muwatalli II, Halparuntiya II, encabezó varias expediciones militares. Atacó la ciudad de Hirika y capturó Iluwasi. En el año 853 AC terminó pagándole un tributo a los asirios, tal como había hecho su padre antes.
En el año 805 AC Halparuntiya III invadió el reino vecino de Kummuh por razones políticas. El rey de Kummuh, Suppiluliuma, apeló a los asirios en busca de ayuda, y estos terminaron por definir la frontera entre Gurgum y Kummuh.
En el año 743 AC, durante el reinado de Tarhulara, formó parte de una alianza militar anti-asiria liderada por el rey Sarduri II de Urartu y el rey Mati-Ilu de Arpad. El rey asirio Tiglath-pileser III derrotó a la alianza e invadió Gurgum. Tarhulara se rindió y pagó tributo a los asirios desde el año 738 hasta el 732 AC.
En el año 711 AC Tarhulara fue asesinado por su hijo, Muwatalli III, quien se convirtió en el rey de Gurgum. El rey asirio Sargon II depuso a Muwatalli III y lo deportó a Asiria. Gurgum fue anexionada por los asirios y su capital fue renombrada.